# Battistero di San Giovanni in Tumba

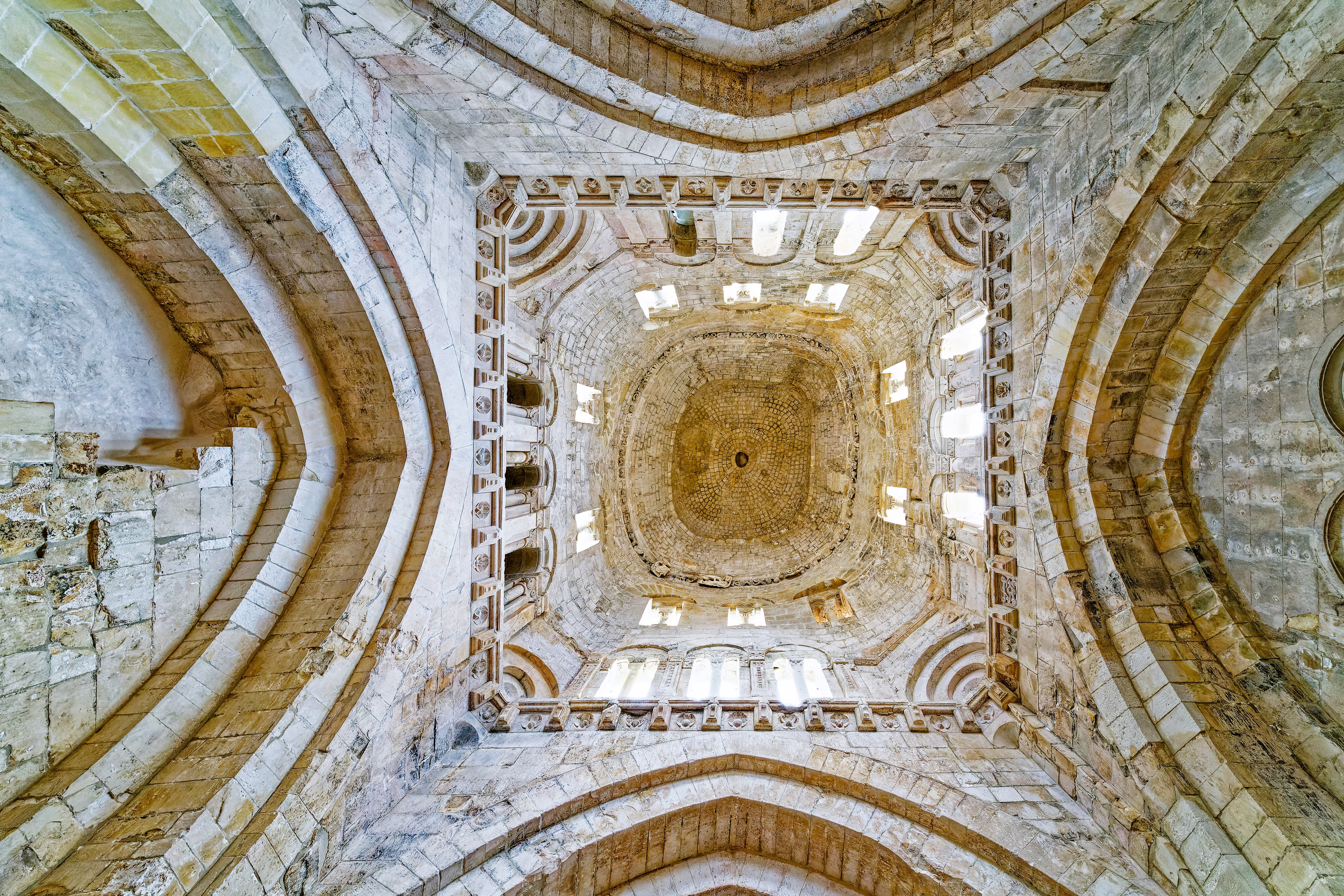
Interno della cupola

Il battistero di San Giovanni in Tumba, detto anche Tomba di Rotari, assieme alla chiesa di Santa Maria Maggiore forma il complesso monumentale di San Pietro. Si trovano a Monte Sant'Angelo, in provincia di Foggia.

## Storia
Per tanti anni, a seguito dell'interpretazione errata di un'epigrafe, si è pensato che si trattasse della tomba del re Rotari (ad oggi non vi è certezza alcuna che sia stato seppellito a Monte Sant'Angelo). Infatti non si sa di preciso se il re longobardo Rotari sia mai giunto a Monte Sant'Angelo, tuttavia gli viene attribuito un testamento (Paolo Diacono Liber. IV Historia Langobardorum 787-789 Cap. 47), nel quale avrebbe espresso il desiderio di esservi sepolto, cosicché si è voluto riconoscere il suo mausoleo in questa singolare costruzione. In realtà risulta più attendibile che Rotari, essendo morto a Pavia fosse seppellito in quella città.
L'ipotesi più attendibile è che il Battistero di San Giovanni in Tumba fu fondato nei primi anni del XI secolo da un certo Pagano magister di Siponto figlio di Martini magister, e da un Rodelgrimo, judice , entrambi rintracciati in un documento del 1087 Pergamena di Barletta N°. 2 agosto 1087 Indiz. X Siponto, sotto Imperat. Alexio (Vol. X Codice Diplomatico Barese).

## Descrizione

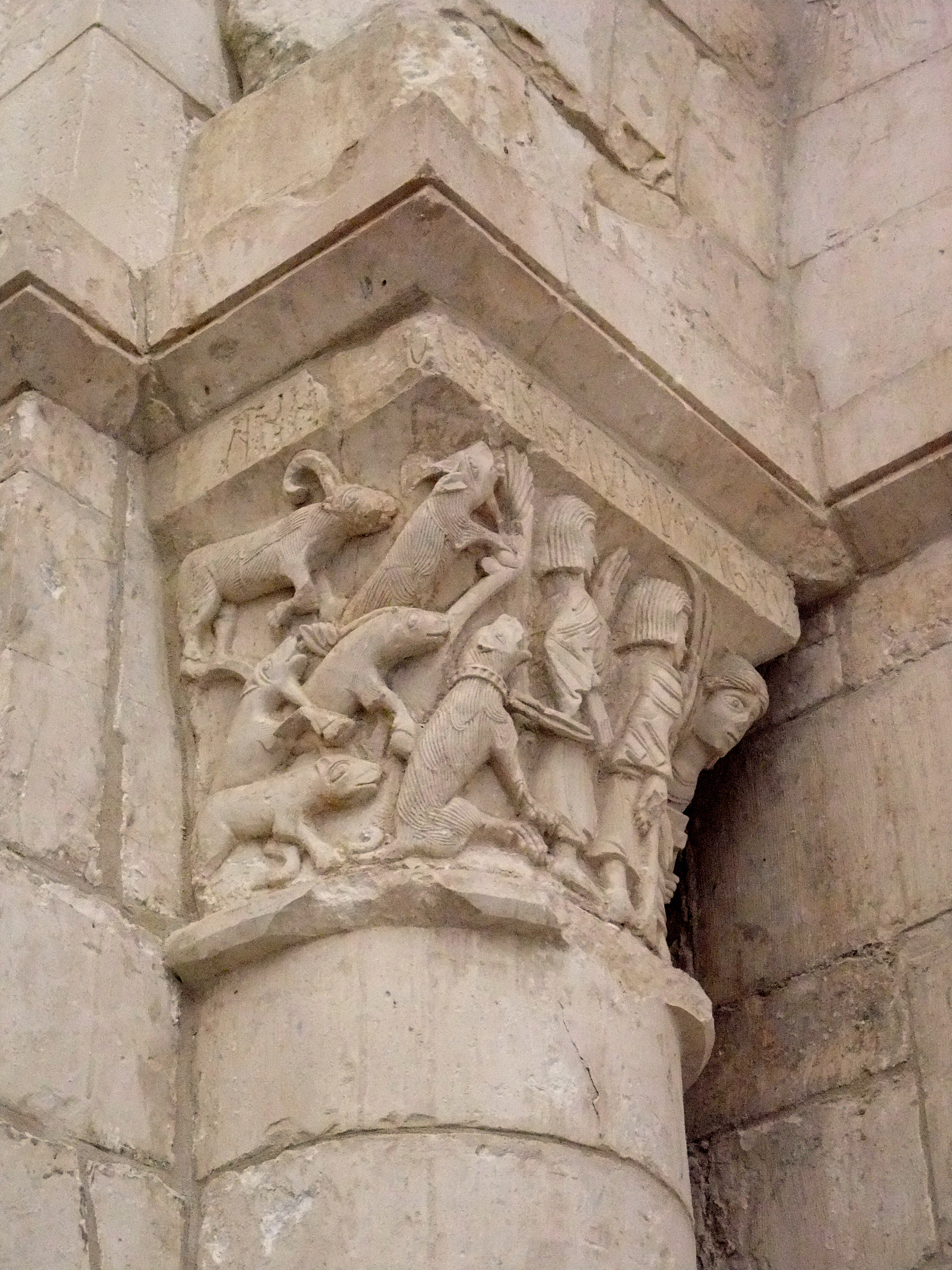
Capitello con bassorilievi

Pochi metri dividono il colonnato della basilica di San Michele (quest'ultima patrimonio dell'UNESCO) dalla più antica chiesa del paese: San Pietro, sede della prima parrocchia cittadina, che venne demolita nel 1891 per ragioni storiche. Di essa restano il seicentesco rosone a traforo posto sul portale d'ingresso, le basi di quattro colonne di granito, e la struttura absidale a semicatino scavata da nicchie risalente al XII secolo. 
A sinistra dell'abside si accede al Battistero dedicato a San Giovanni Battista che, nei primi del XI secolo, Rodelgrimus judice ed il magister Pagano di Siponto, figlio del magister Martino  ( Pergamena di Barletta N. 2 del 1087 , appartenente al Codice Diplomatico Pugliese , Vol. X Bari 1927 ) fecero sopraelevare e coprire a cupola. L'appellativo "Tomba di Rotari" non è dovuto all'errata interpretazione del nome del costruttore e del vocabolo "tumba" (cupola).
Degni di attenzione sono i bassorilievi che sormontano l'ingresso e i capitelli e gli affreschi interni.
A destra dell'ingresso di San Pietro si apre l'atrio che conduce alla Chiesa di Santa Maria Maggiore.